# Buis-les-Baronnies
Buis-les-Baronnies je naselje in občina v jugovzhodnem francoskem departmaju Drôme regije Rona-Alpe. Leta 2006 je naselje imelo 2.283 prebivalcev.

## Geografija
Kraj leži v pokrajini Daufineji ob reki Ouvèze, 30 km jugovzhodno od Nyonsa.

## Uprava
Buis-les-Baronnies je sedež istoimenskega kantona, v katerega so poleg njegove vključene še občine Beauvoisin, Bellecombe-Tarendol, Bénivay-Ollon, Bésignan, Eygaliers, Mérindol-les-Oliviers, Mollans-sur-Ouvèze, La Penne-sur-l'Ouvèze, Pierrelongue, Plaisians, Le Poët-en-Percip, Propiac, Rioms, La Roche-sur-le-Buis, Rochebrune, La Rochette-du-Buis, Saint-Auban-sur-l'Ouvèze, Sainte-Euphémie-sur-Ouvèze, Saint-Sauveur-Gouvernet in Vercoiran s 5.587 prebivalci.
Kanton Buis-les-Baronnies je sestavni del okrožja Nyons.

## Pobratena mesta
- Gomadingen (Baden-Württemberg, Nemčija),
- Waimes (Valonija, Belgija).